# Stazione di Mili Marina
La stazione di Mili Marina è una fermata ferroviaria posta sulla linea Messina-Siracusa. Serve il centro abitato di Mili Marina, frazione del comune di Messina.

## Storia
La fermata di Mili Marina venne istituita in corrispondenza della frazione messinese omonima servita fino al 1951 anche dalla Tranvia Messina-Giampilieri. Vi avevano fermata i treni in servizio locale; nell'orario ferroviario del 1938 risultava la fermata di 9 treni accelerati o leggeri provenienti da Messina Centrale e, in senso inverso, di 4 treni provenienti da Catania e di 3 treni da Taormina-Giardini. Venne soppressa in seguito alla costruzione del doppio binario.
La fermata di Mili Marina venne ricostruita integralmente in prossimità dello stesso sito e attivata il 14 dicembre 2008.